# Волкович Анатолій Васильович
Волкович Анатолій Васильович (2 липня 1866 р., с. Жукотки Чернігівської губернії — †1923 р.) — пан отець Армії УНР, капелан (душпастир) окремої Запорізької дивізії, член Головної управи військового духовенства, протоієрей.

## Походження та освіта
За національністю українець. Православного віросповідання. За походженням — селянин. Уродженець с. Жукотки на Чернігівщині. Закінчив повний курс Духовної семінарії. Володів іноземними мовами: польською, російською та трохи німецькою.

## Служба в РІА
9 грудня 1889 року висвячений у священники. З 3 лютого 1894 року служив панотцем 13-го гусарського Нарвського полку Російської імператорської армії. У Першій світовій війні, 14 листопада 1914 року, отримав контузію у с. Ліпкіське Нарвського повіту. Служив в полку до 12 лютого 1918 р. — дня його остаточного розформування. Одержав російській військові нагороди: Орден Святої Анни 3 ступеня, Орден Святої Анни 2 ступеня з мечами. 8 лютого 1917 року був затверджений у сані протоієрея, згодом одержав нагородний золотий наперсний хрест. Остання посада у російській армії — полковий протоієрей (капелан).

## Служба в Армії УНР
В Армії УНР з 17 березня 1918 року. Цього дня генералом Натіївим був зарахований до штату при штабі Окремої Запорізької дивізії. 3 6 липня 1918 р. був відряджений для душпастирської праці на фронт в Кінний кошового отамана Костя Гордієнка полк, де служив до його повного розформування. 30 вересня 1918 р. наказом отамана Окремої Запорізької дивізії був призначений на посаду панотця в 4-й Запорізький гетьмана Петра Дорошенка полк і служив в ньому до 12 січня 1919 року. 31 грудня 1918 р. згідно з персональним наказом отамана Лівобережної армії за сімейними обставинами був переведений в 2-гу легку Гарматну бригаду в м. Полтаву. Наказом по 2-й Пішій дивізії від 14 лютого 1919 р. за ч.37 призначений в.о. благочинного дивізії. По розформуванні гарматної бригади, наказом отамана 1-ї пішої Запасової бригади від 22 березня 1919 р. ч.64 призначений на посаду панотця в 2-й піший Запасовий полк, в якому служив до його розформування. 5 травня 1919 року Головною управою військового духовенства, згідно з клопотанням, призначений на вільну посаду панотця до полку ім. Костя Гордієнка. Служив у полку до його інтернування польською владою (7 грудня 1919 р.). 6 червня 1920 року повернувся з польського полону. За два тижні після цієї події, 22 червня 1920 року, був призначений до 4-ї Запасової бригади.
Наказ Головної команди військ УНР № 32 від 5 жовтня 1920 р.:

На підставі висновків реєстраційної комісії на дійсну українську військову службу по військово-духовній офіції зараховуються: до складу штабу 4-ї Київської дивізії-протоієрей Микола Мариніч, до складу штабу 2-ї Волинської дивізії — протоієрей Василь Сукачів, до складу штабу 4-ї Київської запасної бригади — протоієрей Анатолій Волкович, до складу штабу Окремої кінної дивізії — протоієрей Михайло Овертович

У березні 1921 р. був на з'їзді українських військових капеланів у м. Тарнів організованому міністром ісповідань УНР Іваном Огієнко.
Згодом служив панотцем у 5-й Херсонській дивізії, з якою вийшов на еміграцію.
Похований у православному секторі цвинтаря «Воля», м. Варшава.

## Родина
Був одруженим, мав чотирьох дітей. Станом на 1 серпня 1920 р., дві доньки були ще малолітніми: одній два рочки, а іншій — сім. З початку Першої світової війни родина Волковичів весь час мешкала у Полтаві. Доля родини лишається досі не з'ясованою.